# Virkby Sparbank
Virkby Sparbank (finska: Virkkalan Säästöpankki) var en självständig sparbank i Lojo kommun i det finländska landskapet Nyland. Sparbanken grundades år 1905 med namnet Kyrkstads Sparbank. År 1936 byttes namnet till Virkby Sparbank.
Virkby Sparbank fusionerades till Västra Nylands Sparbank år 1988.

## Historia
Banken hette ursprungligen Kyrkstads Sparbank och den låg i Virkby folkskola. Först var banken öppen under varje månads andra och näst sista lördag mellan klockan 19 och 21. Folkskolläraren Johannes Cortez Backman arbetade som bankens kamrer i cirka 30 år. Backmans son var den första kunden hos Kyrkstads Sparbank.
År 1936 uthyrde affärsmannen Arthur Långström en lägenhet åt sparbanken. Samtidigt ändrades bankens öppettider så att kontoret hölls öppet varje vardag mellan klockan 15 och 17. År 1963 öppnades ett sidokontor till Gerknäs. Huvudkontoret i Virkby utvidgades år 1966.
År 1988 fusionerade Virkby Sparbank till Västra Nylands Sparbank tillsammans med Lojo Sparbank, Karislojo Sparbank och Sammatti Sparbank. På 2010-talet började Västra Nylands Sparbank stänga sidokontor och då stängdes även kontoret i Virkby.